# ТЕС Ес-Сеюф
ТЕС Ес-Сеюф (араб. محطة السيوف الغازية) — теплова електростанція на середземноморському узбережжі Єгипту, розташована у другому за величиною місті країни Александрії.
В 1961 році на майданчику ТЕС запустили першу чергу класичної конденсаційної електростанції у складі парових турбін Siemens загальною потужністю 53 МВт (це була друга потужна конденсаційна теплоелектростанція Єгипту після ТЕС Каїр-Південь). А у 1969-му запустили другу чергу із двох парових турбін Skoda загальною потужністю 60 МВт. Це обладнання пропрацювало до 2008 року, коли було виведене з експлуатації.
У період з 1981 по 1984 року можливості ТЕС підсилили за рахунок шести газових турбін Brown Boveri and Cie одиничною потужністю по 33,3 МВт. Це на певний час зробило Ес-Сеюф — поряд в введеною двома роками раніше ТЕС Тальха та спорудженою у 1983-му ТЕС Махмудія — найпотужнішою газотурбінною станцією країни. Появу цих об'єктів, розрахованих передусім на роботу на природному газі, обумовив початок розвитку газовидобувного регіону у дельті Ніла та прилягаючих водах Середземного моря, при цьому ТЕС Ес-Сеюф отримала живлення через перемичку діаметром 350 мм від газопроводу Меадія — Амірія.
Станом на листопад 2017 року в експлуатації залишались лише чотири зі встановлених у 1980-х роках газових турбін.
У 2020 році було анонсовано закриття  Ес-Сеюф та ще низки електростанцій чий час експлуатації перебільшив 27 років.